# پیاژه (شرکت)
پیاژه (به فرانسوی: Piaget) شرکت تولید کالای لوکس سوئیسی است، که متخصص ساعت‌سازی و جواهرسازی می‌باشد.
شرکت پیاژه در سال ۱۸۷۴ توسط ژرژ پیاژه، در روستای «لا کت او فه» سوئیس تأسیس شد و از سال ۱۹۸۸ نیز متعلق به گروه سوئیسی ریشمون (ولی با مدیریت مستقل) می‌باشد.

## تاریخچه

### آغاز فعالیت
در سال ۱۸۷۴ ژرژ ادوار پیاژه نخستین کارگاه خود را در مزرعه خانوادگی، در روستای کوچک «لا کت او فه» واقع در منطقه ژورای سوئیس بنا نهاد. دیری نپائید که سفارشات مارک‌های معروف، جهت خرید ساعت‌های جیبی و مکانیزم‌های بسیار دقیق ساخت پیاژه، سبب فراتر رفتن آوازه شهرت آن از مرزهای منطقه نوشاتل شد.
در سال ۱۹۱۱ تیموتی پیاژه، پسر ژرژ پیاژه، امور شرکت خانوادگی را به دست گرفت و از همین زمان، کارخانه به ساخت ساعت‌های مچی اختصاص‌یافت.

### ثبت نشان
در سال ۱۹۴۳ به همت ژرار و ولانتن پیاژه، نوه‌های بنیانگذار شرکت، مارک پیاژه به ثبت رسید. پس از این واقعه کارخانه موجود در لا کت او فه به تولید محصولات خود پرداخته و در سطح بین‌المللی گسترش چشمگیری را آغازنمود.
به سبب گسترش وسیع خود، این شرکت خانوادگی در سال ۱۹۴۵ کارخانه جدیدی را که بیشتر مختص نوآوری و ساخت ساعت‌های فوق‌العاده مسطح بود، در همان منطقه لا کت او فه افتتاح‌کرد.

### مکانیزم جواهرسازی
در سال ۱۹۵۷ کارخانه لا کت او فه کالیبر ۹پ را که نخستین مکانیزم مکانیکی با کوک دستی فوق‌العاده مسطح (به ضخامت ۲ میلی‌متر) می‌باشد، به بازار عرضه کرد.
سپس به سال ۱۹۶۰ ساعت سازان پیاژه به گسترش کالیبر ۱۲پ یعنی مسطح‌ترین مکانیزم خودکار دنیا به ضخامت ۳/۲ میلی‌متر (ثبت شده در کتاب رکوردهای گینس) پرداختند.
به دنبال تنوع کلکسیون‌هایش، پیاژه علاوه بر ساعت‌های سکه‌ای، انگشتری، گل سینه‌ای و دکمه سردستی اولین سرویس جواهرات خود را نیز آفریده و به بازار ارائه نمود. در سال ۱۹۵۷ ساعت مردانه امپرادور به بازار عرضه و به مدل چشمگیر مارک پیاژه تبدیل‌شد.
گسترش شرکت، مسئولان آن را مجبور به افتتاح کارخانه دیگری در شهر ژنو نمود که به جواهرسازی اختصاص داده شده و در سال ۱۹۵۹ به عنوان نخستین بوتیک پیاژه شناخته‌شد.

### پیشرفت
هنر جواهرسازی پیاژه به لطف افراد مشهوری همچون ژاکی کندی، جینالولوبریجیدا و اندی وارل به سرعت شهرتی جهانی یافت.
در سال ۱۹۶۴ پیاژه اولین ساعت‌های مجهز به صفحه ساخته شده از سنگ‌های سختی همچون سنگ لاجورد، فیروزه، عقیق و سنگ یمانی را ارائه نمود.
پیاژه سپس ساعت مچی پهن یا سرآستینی را عرضه کرد که سمبل ساعت‌سازی قیمتی می‌باشد. در سال ۱۹۷۶ کالیبر ۷ پ را که با کوارتز کار کرده و در نوع خود کوچکترین می‌باشد به وجود آورد. خلق شده و به مدل تمثیلی این مارک تبدیل گشت.
کلکسیون دانسر، عرضه شده به سا ل ۱۹۸۶، نیز چنین موفقیتی را دربرداشته‌است.
از سال ۱۹۸۰ پیاژه با مدیریت ایو پیاژه همچنان به پرورش ذوق و سلیقه استثنایی ادامه داده و بدین ترتیب عنوان «جواهرساز صنعت ساعت‌سازی» را به خود اختصاص داده‌است.

### ادغام
گروه لوکس فروشی واندم که در حال حاضر با نام ریشمون شناخته می‌شود، در سال ۱۹۸۸ اقدام به خرید کارخانه پیاژه نمود. در سال‌های ۱۹۹۰ کلکسیون‌های جدیدی از جمله پوسسیون، تانگارا، لایم لایت و میس پروتکل مجهز به بندهای قابل تعویض به بازار عرضه شدند.
در زمینه ساعت‌های مچی، پیاژه مدل آلتیپلانو را، ارائه کرد و سپس در سال ۱۹۹۹ سری ساعت‌های امپرادور را عرضه نمود. قطعات پیچیده مختص ساعت‌سازی با کیفیت برتر، در کلکسیون بلک تای گردآوری شده‌است.

### مکانیزمی جدید
در سال ۲۰۰۱ پیاژه کارخانه تازه‌ای را که به ساعت‌سازی با کیفیت برتراختصاص داده بود در پلان لزوات در نزدیکی ژنو افتتاح نمود. لازم به تذکر است که مکانیزم‌ها همچنان در لا کت او فه گهواره تاریخی خانوادگی ساخته می‌شود. بنای جدید بیش از ۴۰ حرفه مربوط به ساعت و جواهرسازی را گرد هم آورده‌است.
در همان سال پیاژه جلای تازه‌ای به ساعت پولو سال‌های ۱۹۷۰ داد و کلکسیون مجیک رفلکشنز را ارائه نمود. کارخانه سری‌های متعدد مکانیزم مکانیکی را گسترش داده و در سال ۲۰۰۲ نخستین مکانیزم چرخان ساخت پیاژه را تحت عنوان کالیبر ۶۰۰ پ عرضه کرد که با ضخامت ۵/۳ میلی‌متر دارای مسطح‌ترین فرم در دنیا می‌باشد. در سال ۲۰۰۴ پیاژه ۱۳۰مین سالگرد خود را جشن گرفت.

## مهارت
پیاژه طراحی، گسترش و ساخت مکانیزم‌های مکانیکی خود را، خود به عهده دارد. از سال ۱۸۷۴ کارخانه به فعالیت خویش ادامه داده و بیش از ۴۰ حرفه را گرد هم آورده، که انجام مراحل مختلف، از طراحی تا تحویل ساعت یا جواهرات با کیفیت برتر را، عهده‌دار می‌باشند.

### مکانیزم فوق‌العاده مسطح
پیاژه جزو پیشروان کاربرد مکانیزم‌های داخلی فوق‌العاده مسطح است و مکانیزم دستی ۹ پ و مکانیزم خودکار۱۲ پ آن به ترتیب در سال‌های ۱۹۵۷ و ۱۹۶۰ درنوع خود مسطح‌ترین مکانیزم‌های دنیا به حساب می‌آمدند. گسترش مدرن این مکانیزم‌ها به‌تازگی، منتج به خلق ۴۳۰ پ ۴۵۰ پ یا ۴۳۸ پ با ضخامت فقط ۱/۲ میلی‌متر شده‌است. این اختراعات به ویژه در سری آلتیپلانوبه کار گرفته شده‌اند.

### مکانیزم چرخان
گسترش مکانیزم چرخان ۳ سال به طول انجامید. نتیجه این تحقیقات موجب خلق کالیبر ۶۰۰ پ شد که با ضخامت ۵٫۳ میلی‌متر مسطح‌ترین مکانیزم چرخان دنیا محسوب می‌شود.
قاب آن که بیش از ۲/۰ گرم وزن ندارد به ویژه مدرن بوده و ترکیبی است از ۴۲ عنصر کوچک شامل ۳ پل از جنس تیتان. حک کردن حرف پ بر قسمت چرخان متحرک آن که تنها بر روی یک محور تکیه نموده به مشکل تعادل می‌افزاید. به منظور هر چه معتمدتر نمودن مکانیزم گردآوری و سوار نمودن هر یک از ۶۰۰ پ‌ها تنها به یک استاد ساعت‌ساز سپرده می‌شود.

### مکانیزم چرخان اسکلتی
مکانیزم چرخان متحرک (با ضخامت ۵/۳ میلی‌متر) مسطح‌ترین مدل در دنیا است. با ۶۰ قسمتی که نشانگر ثانیه‌ها می‌باشد تصویر حک شده خورشید بر روی قفس قسمت چرخان می‌درخشد. مدل از طلای پوشیده از سنگ‌های قیمتی ساخته شده‌است.
سوار کردن هر یک از مکانیزم‌های چرخان اسکلتی، که به دفعات انحصار نامه اختراع دریافت کرده‌اند، تنها به یک استاد ساعت‌ساز سپرده شده‌است. سوار نمودن قاب ساعت مچی نیز به عهده یک جواهرساز می‌باشد.

### مکانیزم قهقرائی
کالیبر ۵۶۰ پ که مکانیزم مکانیکی با تراکم فنر خودکار می‌باشد در کارخانه پیاژه طراحی شده، گسترش یافته و ساخته شده و مجهز به سیستم پیچیده نشانگر ثانیه‌های قهقرایی می‌باشد.
عقربه بر روی قوسی از دایره در محل ساعت ۱۲ حرکت کرده و پس از اتمام مسیر بی‌درنگ به نقطه شروع خود برمی‌گردد. ۲۴ ماه صرف ریزه کاری‌های هنری از جمله حکاکی کت دو ژنو، برجسته نمودن صفحه، کشش پل‌ها و همچنین پیچهای بلویی شده‌است.

### مکانیزم خودکار
در سال ۲۰۰۶ نسل جدیدی از مکانیزم داخلی مکانیکی با تراکم خودکار فنر ارائه شد. ۸۰۰ پ، مجهز به ساعت، دقیقه و ثانیه شمار در مرکز و روزشماری بزرگ، دارای دو جعبه فنر می‌باشد که تا ۷۲ ساعت انرژی لازمه برای کارکرد ساعت را تضمین می‌کنند.
این کالیبر ۱۲ خطی به قطر ۸/۲۶ میلی‌متر ضربانی برابر فرکانس سنتی ۲۱َ۶۰۰ تناوب در ساعت (۳ هرتز) داشته و به وسیله چرخ لنگر پیچی تنظیم می‌شود. نوع ۸۵۰ پ با داشتن دو زیر صفحه ثانیه و اختلاف ساعت را نشان می‌دهد. نشانگر روز و شب که با نصف‌النهار مرکزی هماهنگ گشته اطلاعات کاملتری از وقت را در دسترس قرار می‌دهد.

### فن میناکاری
پیاژه با کاربرد فنی سنتی، هنر نقاشی مینیاتور را پا بر جا نگه می‌دارد. میناگر مینای خام را ساییده و تمیز می‌نماید تا پودری با دانه‌های ریز به دست آورده و آن را با عصاره و روغن‌های نرم مخلوط نموده و رنگ‌های مختلفی را حصول کند. مینا به وسیله قلم‌مو به صورت لایه‌های نازک و پی در پی استعمال می‌شود که هر یک با حرارت داده شدن در فری با درجه حرارت ۸۰۰ حالت شیشه‌ای به خود می‌گیرد.
هر قطعه مینا کاری شده، نیاز به بیست بار حرارت دیدن در فر دارد و بدینسان مینا و رنگ‌های آن خرابی ناپذیر می‌شوند.

### جواهرسازی
پیاژه صاحب مهمترین کارگاه جواهرسازی ژنو می‌باشد. تمامی سنگ‌ها با دست تراشیده، میزان و سوار می‌شوند. این امر در مورد الماس و سنگ‌های قیمتی دیگر نیز صدق می‌کند. به عنوان مثال رنگ الماس‌ها مطابق استانداردهای «د» و «ژ» بوده و خلوص آن‌ها از استانداردهای «ای اف» و «و و اس» پیروی می‌کند.
الماس‌ها بر طبق مقررات داخلی مربوط به معیارهای رنگ، اندازه، خلوص و قیراط به شدت کنترل می‌شوند. کارگاه پیاژه عضو شورای مسئولیت جواهرسازان و شورای جهانی الماس است که ضامن منشاﺀ غیرانتزاعی تولید الماس می‌باشد.

## کلکسیون‌ها

### ساعت‌سازی
- بلک تای
- آلتیپلانو
- آپستریم
- پیاژه پولو
- دانسر
- پوسسیون
- میس پروتکل
- لایم لایت
- کرآتیو کلکسیون

### جواهرسازی
- پوسسیون
- مرییژ
- کئورا شرم
- میس پروتکل
- مجیک گاردن آف پیاژه
- لایم لایت
- کرآتیو کلکسیون
- برای مردان

## پشتیبانی مالی

### سپریت آواردز
در سال ۲۰۰۸ پیاژه پشتیبان مالی سپریت آواردز، جشنواره آمریکایی فیلم‌های مستقل، بوده‌است. مراسم جشنواره در تاریخ ۲۳ فوریه ۲۰۰۸ در سانتامونیکای کالیفرنیا برگزار شده‌است.
برندگان جایزه سپریت آواردز
- - بهترین فیلم: جونو اثر جیسون رایتمن
- بهترین کارگردان: جولین شنابل – داینگ بل اند ثﮫ باترفلای -
- بهترین سناریو: تامارا جنکینز - ثﮫ ساویج -
- بهترین هنرپیشه زن: الن پیج - جونو-
- بهترین هنرپیشه مرد: فیلیپ سیمور هافمن - ثﮫ ساویج -
- - بهترین هنرپیشه زن نقش دوم: کیت بلانشت - آیم نات ثر
- بهترین هنرپیشه مرد نقش دوم: چواتلی اجیوفور -
- بهترین فیلم خارجی: وانس (ایرلند) اثر جان کرنه-
- بهترین فیلم نخستین: ثه لوک آوت اثر سکات فرانک -

### سفیرهای شرکت
مارک پیاژه، مگی چونگ را به عنوان سفیر خویش در دنیا انتخاب نموده‌است. مگی چونگ که ابتدا مانکن بوده و سپس به هنرپیشگی روی آورده‌است تا حال جوایز پرارزش بسیاری از جمله خرس نقره‌ای فستیوال برلن و جایزه هنرپیشه زن در فستیوال کان را دریافت نموده‌است.
جاودانه نمودن تصویر انتخاب مگی چونگ به عنوان سفیر پیاژه نیز به عهده پاتریک دمارشولیه عکاس فرانسوی گذاشته شده‌است. پاتریک دمارشولیه مشاهیر بسیاری همچون مادونا، نیکول کیدمن، دیوید باوی، پل نیومن، کریستی ترلینگتن والیزابت هرلی را به تصویر کشیده‌است.

### بوتیک‌های پیاژه
پیاژه با داشتن بیش از ۸۰۰ بوتیک در ۸۴ کشور جهان مستقر شده‌است. مهمترین بوتیک‌های آن در قلب شهرهای بزرگ جای گرفته‌اند:
- - پیاژه پاریس – میدان واندوم

بوتیک پیاژه پاریس که در سا ل ۱۹۹۲ افتتاح شده در قلب لوکس پایتخت فرانسه جای گرفته‌است.
- پیاژه موناکو - بوزآق
بوتیک پیاژه موناکو در سال ۱۹۸۰ در خیابان بوزآق گشایش یافته‌است.
پیاژه برلن – کورفورشتندام-
از سال ۲۰۰۲ بوتیک پیاژه برلن در کورفورشتندام برلن مشغول به کار می‌باشد.
پیاژه پالم بیچ – ساوت کانتری راود-
پیاژه در پالم بیچ فلوریدا بوتیکی در کنار اقیانوس گشوده‌است.
پیاژه میامی – کالینز اونیو-
در قلب میامی پیاژه در خیابان کالینز واقع در مرکز شهر میامی مستقرشده‌است.
پیاژه نیویورک – خیابان پنجم-
پیاژه در مشهورترین خیابان نیویورک واقع در منهتن جای گرفته‌است.
پیاژه لاس وگاس – هتل پلاززو-
بوتیک مستقر در پایتخت بازی سمبل گسترش پیاژه در سطح بین‌المللی می‌باشد.

## جوایز و پاداش‌ها

### جوایز دریافت شده
در طول تاریخچه خود پیاژه جوایز متعددی دریافت کرده‌است:
- - در سال ۲۰۰۰ هیئت داوران ساعت‌های پسیون جایزه ساعت سال را به مدل امپرادور اهدا نموده‌است.[۷]
- در مسابقه بزرگ ساعت‌سازی ژنو در سال ۲۰۰۲ ساعت مچی پیاژه ۱۹۶۷ جایزه بهترین -

طراحی ساعت را به خود اختصاص داده و ساعت مچی آلتیپلانو ایکس ال پاداش باریکترین ساعت را به سال ۲۰۰۳ از آن خود نموده‌است.
- - در سال ۲۰۰۶ پیاژه با ارائه مدل لایم لایت پارتی.[۱۰]
- در مسابقه بزرگ ساعت‌سازی ژنو برنده جایزه بهترین ساعت مچی جواهری زنان شده‌است.[۱۱]
- - ساعت مچی پولو کرونوگراف پیاژه توسط هیئت داوران مجله فرانسوی لا روو د.[۱۲]
- مونتر به عنوان

بهترین ساعت مچی سال ۲۰۰۷در قسمت کرونوگرافی انتخاب شده‌است.
مدل امپرادور در مسابقه (میدل ایست واچ آف ثه یر آواردز ۲۰۰۷) که توسط مجله عالم الساعت -
والمجاورت برگزار شده بود جایزه ساعت مچی مردانه سال ۲۰۰۷ را دریافت کرده‌است.
- - ساعت مخفی لایم لایت پارتی از طرف مجله بلژیکی پسیون د مونتر به عنوان ساعت مچی زنانه سال ۲۰۰۷ انتخاب شده‌است.[۱۴]

### جایزهٔ بهترین جواهرساز
در سال ۲۰۰۵ پیاژه جایزه بهترین جواهرساز و زرگر را به وجود آورده‌است. این جایزه به شاگردان با استعدادی که جهت اخذ دیپلم فدرال در این رشته تحصیل می‌کنند اهدا می‌شود. دوریان روکوردون نخستین دیپلمه‌ای بود که به گرفتن این جایزه نایل شد.